# Campocroce (Mirano)
Campocroce  è una frazione del comune di Mirano nella città metropolitana di Venezia.
L'omonima parrocchia, dedicata a Sant'Andrea, dipende dalla diocesi di Treviso, vicariato di Mirano.

## Geografia fisica
L'abitato si trova a circa 5 km verso sud ovest dal capoluogo, in direzione di Santa Maria di Sala.
Principali corsi d'acqua sono il Lusore e il rio Caltressa.

## Origini del nome
Secondo l'ipotesi più accreditata il toponimo sarebbe di origine romana, coniato quando fu realizzato un luogo di culto paleocristiano erigendo su un campo (conferma delle peculiarità agricole del graticolato) la Croce di Cristo. (Stangherlin, Venezia-Mestre, 1970). In effetti, molti altri toponimi della zona hanno origini latine, quali Veternigo (Veter vicus), Zianigo (Julii vicus), Campocesarano (località tra Campocroce e Zianigo, Campus Caesarianus). Nei documenti medievali in latino viene riportata la forma Campus Crucis.
È da ritenere, quindi, che l'origine del nome Campocroce sia successiva alla colonizzazione del territorio a causa del tardivo affermarsi del cristianesimo in questi luoghi.

## Storia
La località, inserita nel graticolato romano, appartenne al territorio di Padova sin dall'epoca romana.
Il Bonamico (Padova, 1874) afferma che la prima citazione del toponimo compare nel XIII secolo. Si tratta di una "ordinanza pubblicata nel 1265 dal podestà Gerardino Longo, nella quale tra le ville designate a concorrere alla costruzione dei ponti sparsi sul territorio padovano per quello sul torrente Tergola vennero a contribuire i villaggi di Ballò, Campocesarano, Cavorlegia, Canaceo, Campocroce, Fratte, Mirano, Scaltenigo, Vetrego e Zianigo".
Un altro documento, datato 6 dicembre 1292, conferma l'esistenza di Campocroce come rettoria dipendente da Zianigo assieme a Veternigo e Salzano. Si tratta della notifica della scomunica lanciata dal Patriarca di Aquileia Raimondo della Torre alla città e alla diocesi di Treviso (Verci, Venezia, 1786-1791).

## Don Orione
Nel 1919 il conte Marco Soranzo  donò al Santo Luigi Orione la villa veneta e la sua intera  proprietà terriera per raccogliere gli orfani della prima guerra mondiale. Nel 1930 diventò un seminario.

### Manoscritti
- Codex Tarvisinus f. 49 presso A.S. VE
- Francesco Scipione Fapanni, La Congregazione di Mirano, M.S. 1850, n. 1377 presso la Biblioteca comunale di Treviso
- Antonio Scotti, Raccolta di Documenti, M.S. 1741,  Tomo II presso la Biblioteca Comunale di Treviso catalogo n. 975.
- Luigi Zangrando, Note storiche del 1915 ms. A.V. TV busta Campocroce n. 21a.
- Luigi Zangrando,  Memoria storica di Campocroce Padovana in occasione della Vis. Past. compiuta da Mons. A. G. Longhin il 7 dic. 1926 ms.  A.V.TV.b.  Campocroce di Mirano n. 21

### Testi a stampa
- Carlo Agnoletti, Memorie Storiche delle Chiese e Parrocchie della Diocesi di Treviso, Treviso, Premiato stabilimento tipografico Istituto Turazza, 1897.
- Carlo Agnoletti, Treviso e le sue Pievi, Treviso 1896-1898 (rist. anastatica, Bologna, Sala Bolognese Forni, 1978.
- ASCI, (a cura di), Mirano e il suo passato, Scorzé, 1968
- Pierluigi Bembo, Delle istituzioni di beneficenza nella città e provincia di Venezia, studii storici-economici-statistici, Venezia, Naratovich, 1859.
- Emilio Bonamico, Mirano, monografia, Padova, 1874.
- Cesare Cantù, (a cura di) Grande Illustrazione del Lombardo-Veneto, ossia storia delle città, dei borghi, comune, castelli, ecc. fino ai temi moderni, Milano, Corona e Caimi ed., 1858, vol. II
- Filippo Fanzago, Fotografia di Padova, Padova, 1856.
- Luigi Gallo, Mestre - Marghera - Abb. S.Ilario, Venezia, 1964.
- Giovanni Muneratti, Ricerca sulla costruzione della Torre Campanaria nel I Centenario dalla gettata delle fondamenta,  in “La voce della Comunità Parrocchiale di Campocroce”, Bollettino della Parrocchia di Campocroce, c.i.p. luglio 1976.
- Dante Olivieri, Saggio di una illustrazione generale della toponomastica veneta, Città di Castello, 1915.
- Dante Olivieri, Toponomastica Veneta, Firenze, 1962.
- Luigi Pesce, Ludovico Barbo Vescovo di Treviso (1437—1443), Padova, 1969.
- Luigi Pesce, La Visita Pastorale di Sebastiano Soldati nella Diocesi di Treviso (1832-1838), Roma, 1975.
- Jacobus Salomonius, Agris Patavinis Inscriptiones, Padova, 1696.
- Gaetano Sorgato, Memorie Funebri, Padova, 1856.
- Antonio Stangherlin, Ville Venete nel Comune di Mirano, Venezia Mestre, 1970.
- B. Toderini, Mirano, memoria storica, Venezia, 1845.
- Giovanni Battista Verci, Storia degli Ecelini e Codice Diplomatico Eceliniano, Bassano, St. Remondini, 1779.
- Giovanni Battista Verci, Storia degli Ecelini, Venezia, st. Fontana, 1841.
- Giovanni Battista Verci, Storia della Marca Trivigiana e Veronese, Venezia, Storti, 1786-1791,  ristampa anastatica, Bologna, Sala Bolognese Forni, 1980.